# Оділія Ельзаська
Свята Оділія Ельзаська (нім. Odilie, Odile, Ottilie; 660, Ельзас або Бургундія — 720, монастир Нідермюнстер біля Оділієнберґу) — настоятелька монастиря, покровителька Ельзаса і сліпих. Ім'я Оділія є похідним від імені Оттілія, яке походить із давньоверхньонімецької мови, «от» означає генетичний матеріал чи власність. 

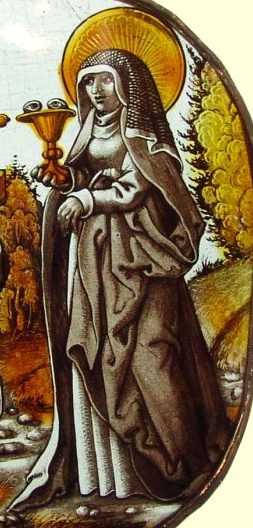
Св. Оділія, вітраж близько 1500 року

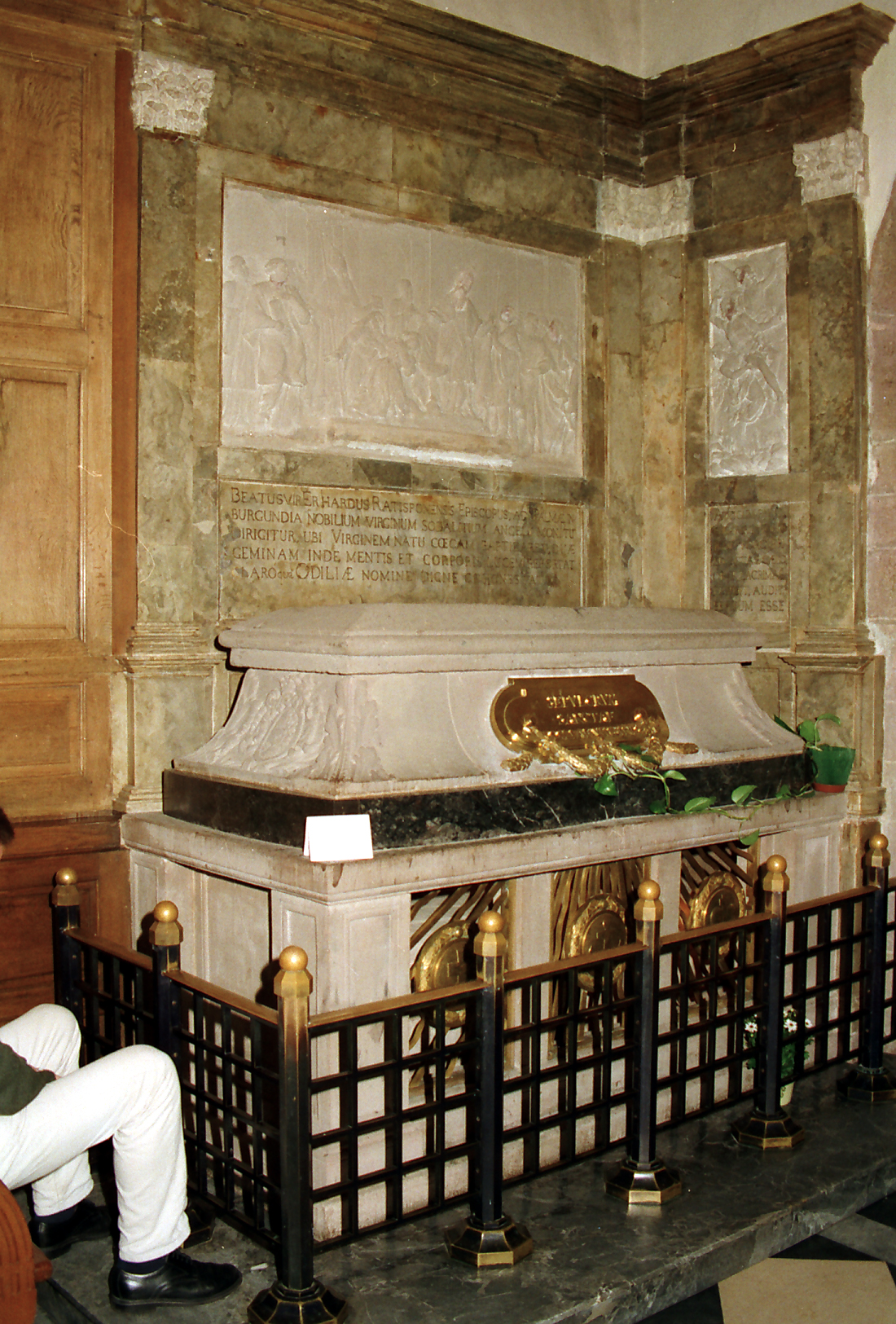
Могильна каплиця у Оділієнберзі

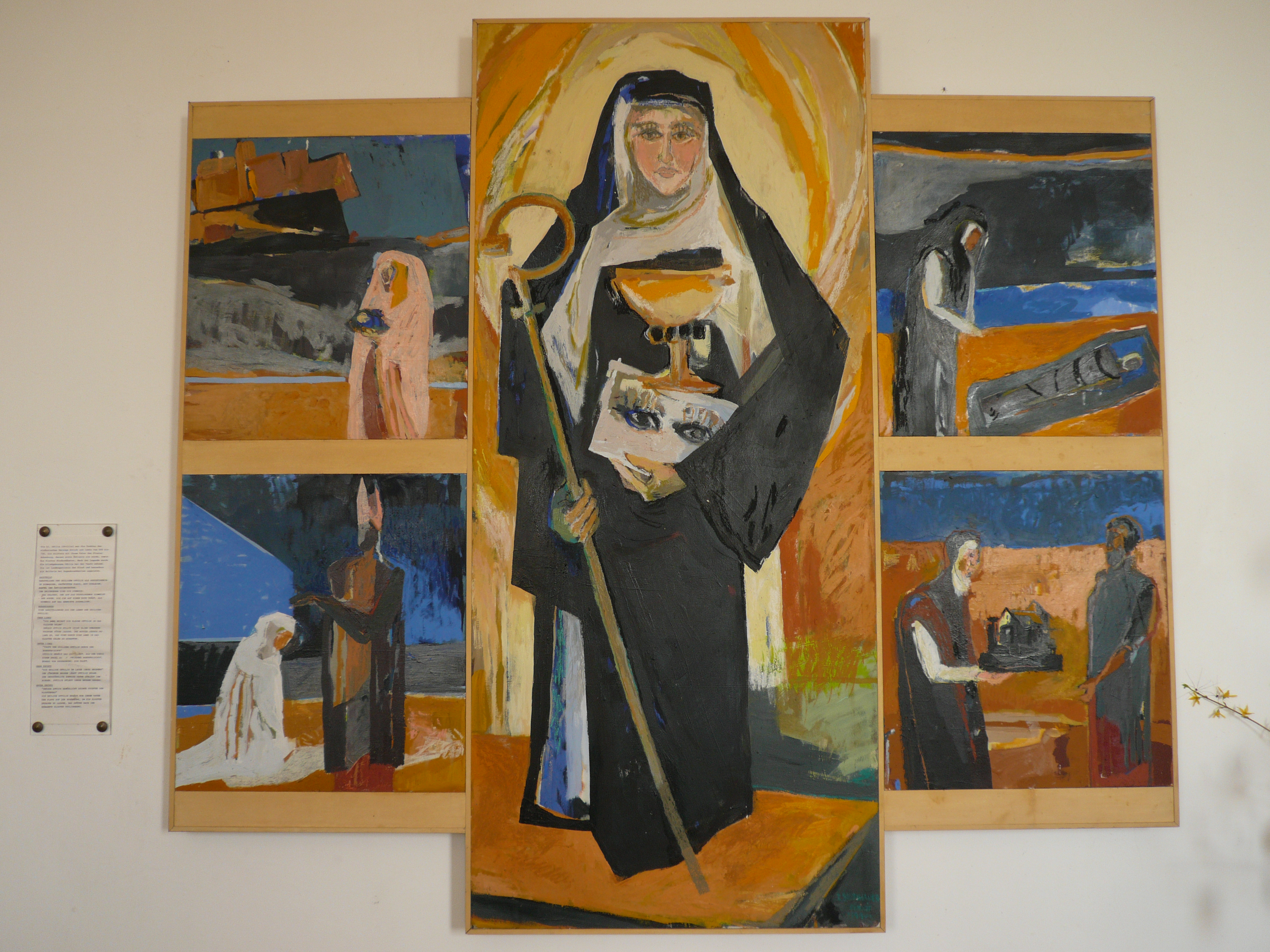
Зображення в каплиці св. Оділії

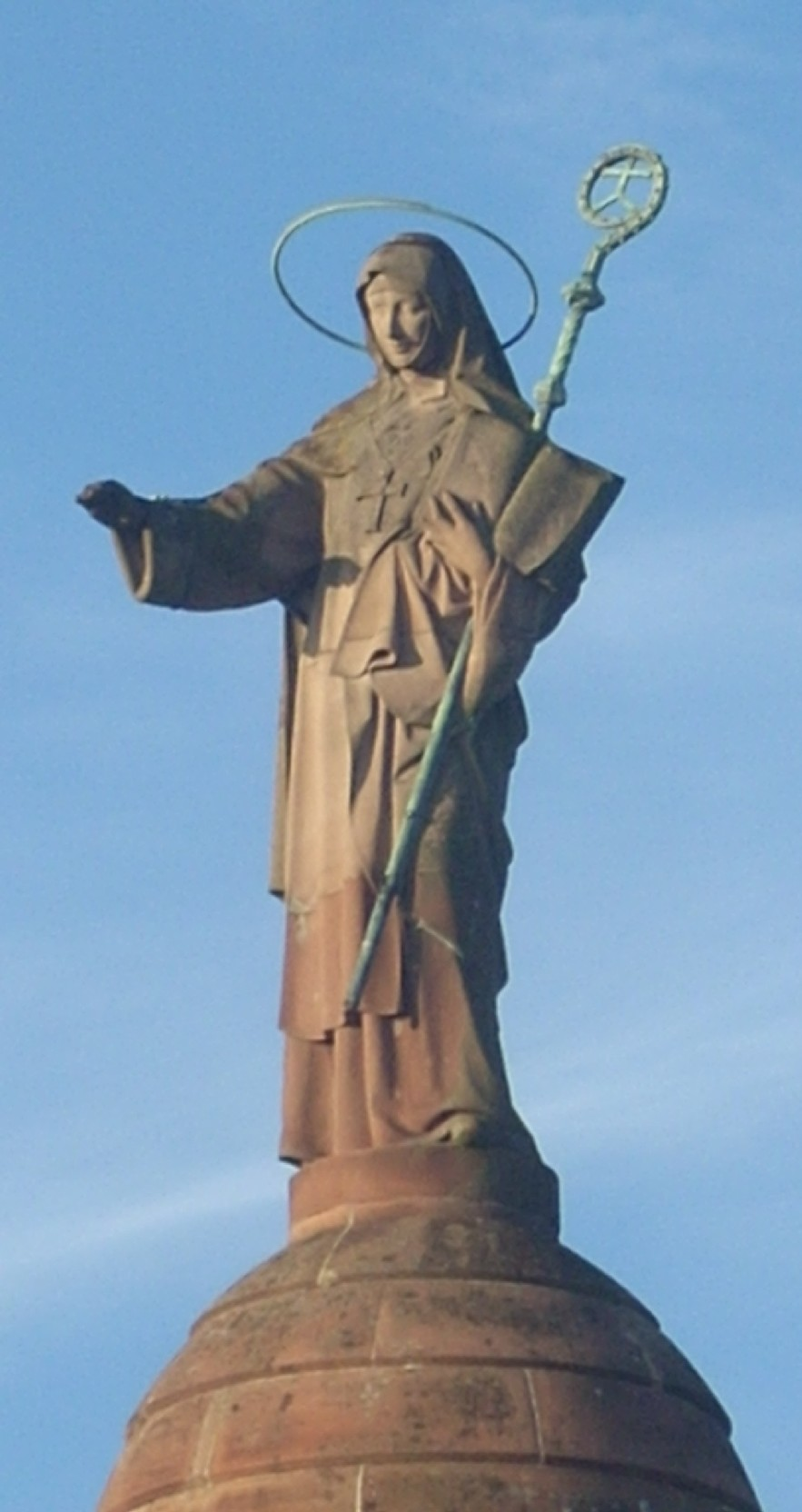
Статуя св. Оділії на монастирській церкві Оділієнберґ

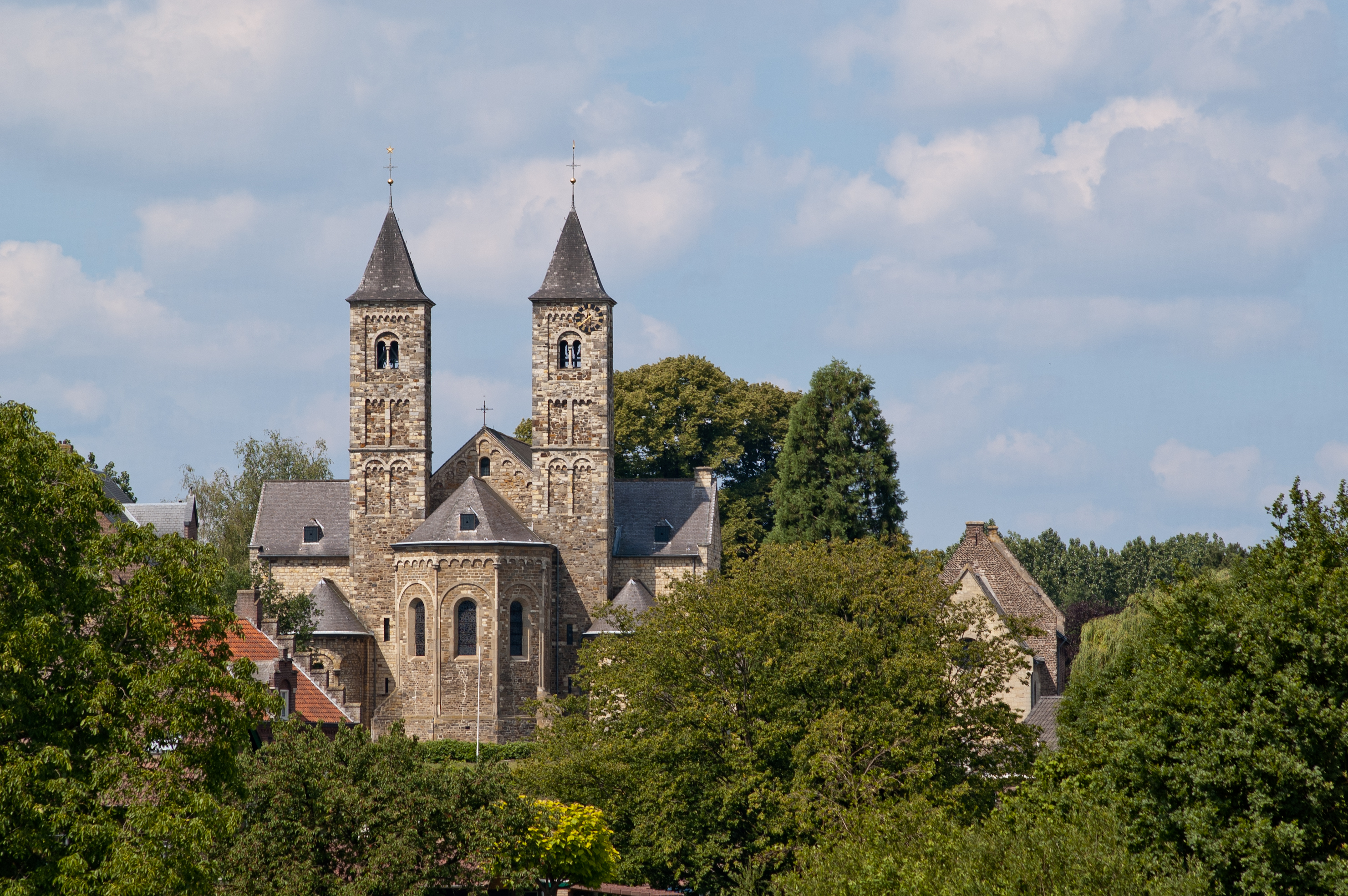
Базиліка св. Віро, св. Плехелмуса та святого Отґера в Сінт Оділієнберзі, Нідерланди

## Легенда
Легенда про св. Оділію в основному заснована на біографії, яка була написана у X столітті. Згідно цієї історії, Оділія народилася у Гогенбурзі (муніципалітет Оберне; нім. Oberehnheim). Дочка герцога Етіхона (також Атіх, Аттіх, Адальріх чи Адальрік) та його дружини Берсинди (також Бетсвінда або Бересвінде), народилася сліпою. З цієї причини батько хотів її убити, та мати врятувала дівчинку, віддавши дитину в монастир. Мабуть, це був монастир у Бом-ле-Дам на схід від Безансона. Після того як Оділія була охрещена Ерхардом Реґенсбурзьким у дванадцятирічному віці, вона стала зрячою. Дівчина повернулася до батьків, але їй знову довелося тікати від батька і сховатися у печері. Залежно від історичного джерела, ця печера знаходиться або в Арлесгеймі (на південь від Базеля), або в Мусбахталі поблизу Фрайбурга. Принаймі до XV століття можна відслідкувати її почитання у обох місцях. Пізніше Оділія примирилася з батьком, який надав їй у володіння маєток в Гогенбурзі в Ельзасі — згодом Оділієнберґ (фр. Mont Ste.-Odile) — де вона у 690 році заснувала монастир. Оділія померла близько 720 року в монастирі Нідермюнстер, який вона також заснувала біля підніжжя Оділієнберґа. Її могила знаходиться в Оділієнберзі. Оділієнберґ є найважливішим місцем паломництва в Ельзасі; вважається, що джерело є корисним при проблемах із очима.

## Історична біографія
Історично засвідчено пожертвування Гогенбургзькому монастирю герцогом Етіхоном доньці Оділії. Однак точно невідоме її місце народження (за переказами в Оділієнберзі поблизу Оберне), оскільки її батько не був герцогом Ельзасу до 673 року, але мав володіння в Діжоні. Проте достовірним є її перебування в монастирі Бом-ле-Дам в дитинстві й юності та хрещення Ергардом Регенсбурзьким.

## Вшанування
День спомину святої Оділії у євангелічній, римо-католицький та православній церквах — 13 грудня. Канонізована папою Пієм VII у 1807 році. 

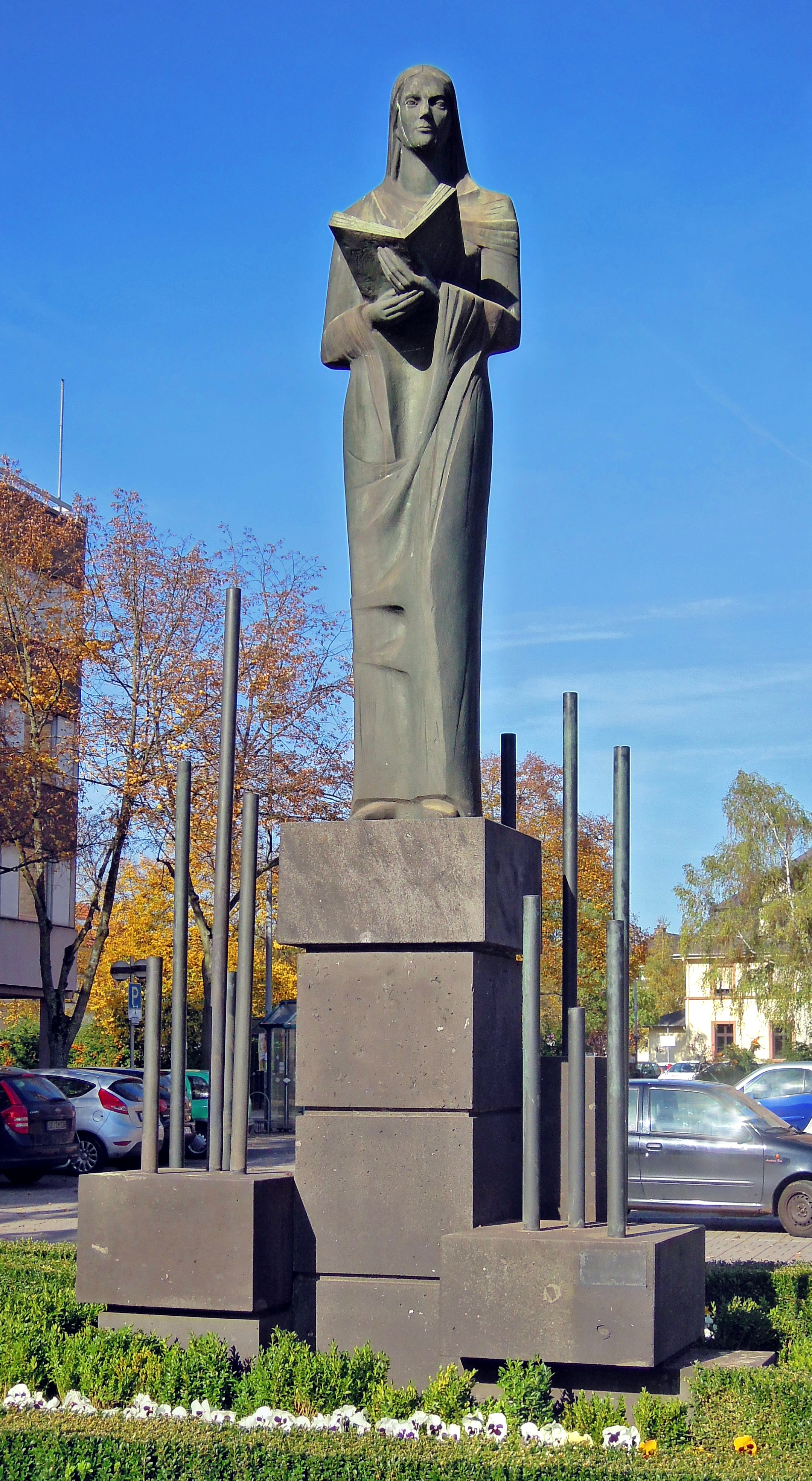
Пам'ятник Оділі їперед собором у Діллінгені/Саар, Лотар Меснер, 1981 рік. Базальт та бронза, статуя 2,65 м

Оділію особливо шанують у таких місцях:
- всьому Ельзасі: покровителька регіону і покровителька сліпих і незрячих
- Фрайбурзі: каплиця св. Оділії, яка була побудована приблизно у 1300 році,  каплиця на цьому місці була вже у 679 році.[6]
- Сьогоднішня маленька церква святої Оттілії була побудована в 1503 році. Церква була побудована над джерелом. Як стверджують, вміст радону у воді з джерела полегшує проблеми із очима, джерело ще і до сьогодні доступне для відвідувачів у гроті.[7]
- Діллінгені/Саар: покровителька міста; у середньовіччі нинішнє місто належало монастирю в Оділієнберзі в Ельзасі.[8]
- Арлегеймі (кантон Базель-Ландшафт): покровителька села
- Дормаґен-Ґорі: парафіяльна церква святої Оділії; покровительки села. Щорічно проводиться оксава святої. Парафія володіє мощами святої.
- монастирській церкві Святої Марії Магдалини у Вупперталь-Бейенбурзі, куди у 1964 році потрапили у мощі святої. Вони були туди перенесені з урочистою ходою.
- абатстві Святої Оттілії, санктуарій на горі св.Оділії з могилою святої.[9]
- Бенедиктинській конгрегації святого Оттілії
- паломницькій церкві баварського хутора Тадінг у районі Ердінг. Там є реліквія святої
- паломницькій церкві Мешенфельд на схід від Мюнхена: обширний цикл зображень її життя
- паломницькій церкві Колльміцберґ, Нижня Австрія
- Швебіш-Гмюнд: церква, посвячений св.Оділії щонайменше з 1411 року, яка є місцем паломництва, особливо для тих, хто страждає від очейних проблем. Єпископ Пауль Вільгельм фон Кепплер був зцілений від серйозних проблем із очима після відвідування церкви.
- Гінольфсі, Оберельсбах, Рен: покровителька католицької церкви
- Плохінгені: каплиця св. Оттілії, побудована в 1328 році на колишньому кельтському джерельному святилищі, вода якого, як кажуть, полегшує та лікує проблеми із очима.
- Рехтмерінзі: каплиця св. Оттілії
- Горбі-ам-Неккарі: каплиця св. Оттілії, побудована в 1431 році на горі над старим містом
- неподалік від Буттішольца, кантон Люцерн, Швейцарія: паломницька церква св. Оттілії, побудована в 1669 році.

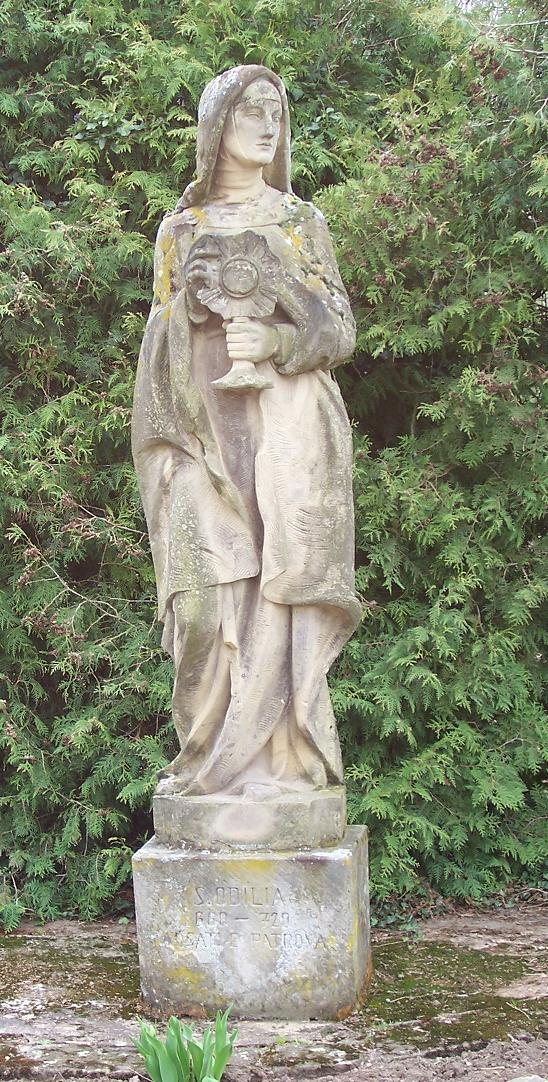
Статуя святої Оділії в Авольсаймі.